# Ärztekammer Westfalen-Lippe
Die Ärztekammer Westfalen-Lippe (ÄKWL) ist eine Ärztekammer in Nordrhein-Westfalen. Sie vertritt etwa 40.000 Ärzte und ist die viertgrößte Ärztekammer in Deutschland. Die ÄKWL ist die berufsständische Selbstverwaltungskörperschaft der Ärzte in Westfalen-Lippe.

## Aufgaben
Die ÄKWL vertritt Interessen der Ärzteschaft im Regierungsbezirk Arnsberg, im Regierungsbezirk Detmold und im Regierungsbezirk Münster.
Sie berät ihre Mitglieder zu Weiterbildungsfragen.
Sie ist laut Berufsbildungsgesetz zuständige Stelle für die Berufsbildung der Medizinischen Fachangestellten (MFA).
Die ÄKWL ist auch zuständig für Patientenbeschwerden und für die Beilegung innerärztlicher Streitigkeiten.
Die Gutachterkommission für ärztliche Haftpflichtfragen agiert unabhängig und begutachtet Behandlungsfehlervorwürfe.
Die ÄKWL betreibt gemeinsam mit der Kassenärztlichen Vereinigung Westfalen-Lippe ein Portal zur Patientenberatung.
Seit 1960 betreibt die ÄKWL ein berufsständisches Versorgungswerk, die Ärzteversorgung Westfalen-Lippe.

## Verwaltungsbezirke
Die ÄKWL teilt sich in die 12 Verwaltungsbezirke Arnsberg, Bielefeld, Bochum, Detmold, Dortmund, Gelsenkirchen, Hagen, Lüdenscheid, Minden, Münster, Paderborn und Recklinghausen auf.
| Verwaltungsbezirk | Zuständigkeitsbereich          |  | Verwaltungsbezirk | Zuständigkeitsbereich                    |  | Verwaltungsbezirk | Zuständigkeitsbereich                                               |
| ----------------- | ------------------------------ |  | ----------------- | ---------------------------------------- |  | ----------------- | ------------------------------------------------------------------- |
| Arnsberg          | Kreis Soest Hochsauerlandkreis |  | Dortmund          | Dortmund Hamm Kreis Unna                 |  | Minden            | Kreis Minden-Lübbecke Kreis Herford                                 |
| Bielefeld         | Bielefeld Kreis Gütersloh      |  | Gelsenkirchen     | Gelsenkirchen Bottrop                    |  | Münster           | Münster Kreis Borken Kreis Coesfeld Kreis Steinfurt Kreis Warendorf |
| Bochum            | Bochum Herne                   |  | Hagen             | Hagen Ennepe-Ruhr-Kreis                  |  | Paderborn         | Kreis Paderborn Kreis Höxter                                        |
| Detmold           | Kreis Lippe                    |  | Lüdenscheid       | Kreis Olpe Kreis Siegen Märkischer Kreis |  | Recklinghausen    | Kreis Recklinghausen                                                |

## Geschichte
Bis zur Gleichschaltung der ärztlichen Selbstverwaltung in der Reichsärztekammer durch die Nationalsozialisten wurde diese Aufgabe durch den Hartmannbund und den Deutschen Ärztevereinsbund wahrgenommen. Nach Ende des Zweiten Weltkrieges wurde 1946 in den westdeutschen Besatzungszonen die Arbeitsgemeinschaft westdeutscher Ärztekammern gegründet. Die Ärztekammer Westfalen-Lippe wurde 1947 gegründet.
Präsidenten der Ärztekammer Westfalen-Lippe: Viktor Egen (1947–1955, Praktischer Arzt), Robert Schimrigk (1955–1973, Psychiater), Wilhelm Baldus (1973–1989, Chirurg), Rüdiger Fritz (1989–1993, Dermatologe), Ingo Flenker (1993–2005, Internist), Theodor Windhorst (2005–2019, Chirurg), Johannes Albert Gehle (seit 2019, Internist, Anästhesist und Intensivmediziner).

## Zeitschrift
Das Mitteilungsorgan ist die monatlich erscheinende Zeitschrift Westfälisches Ärzteblatt. Das Blatt, das redaktionell und technisch von der Pressestelle betreut wird, informiert in redaktionellen Beiträgen die Mitglieder über Aktivitäten und Standpunkte ihrer Körperschaft. Zudem beinhaltet das Westfälische Ärzteblatt  amtliche Bekanntmachungen, Beschlüsse und berufsrechtlichen Vorgaben. Die Veröffentlichung erscheint im IVD-Verlag (D-Ibbenbüren) und trägt die ISSN 0340-5257.